# Galileo GDS
Galileo - це комп'ютерна система бронювання (CRS), що належить Travelport. Станом на 2000 рік вона мала 26,4% частки бронювання авіакомпаній у всьому світі. 
Крім бронювання авіаквитків, Galileo CRS також використовується для бронювання потягів, круїзів, авто прокату і готельних номерів.
Система Galileo була перенесена з Денвера, штат Колорадо, в центр обробки даних Worldspan в Атланті, штат Джорджія, 28 вересня 2008 р. Після злиття в 2007 р. Travelport і Worldspan (хоча зараз вони мають один і той же центр обробки даних, вони продовжують працювати як окремі системи).
Galileo підпорядковується Capps II та наступній програмі безпечного польоту для відбору пасажирів з профілем ризику.
Galileo є членом Міжнародної асоціації повітряного транспорту, Альянсу OpenTravel та SITA.

## Історія
Galileo веде свою діяльність з 1971 року, коли United Airlines створив свою першу комп'ютеризовану центральну систему бронювання під назвою Apollo. Протягом 1980-х - початку 1990-х рр. значна частина авіаквитків продавалась турагентами. Рейси авіакомпанії, що володіють системою бронювання, мали переважне відображення на екрані комп'ютера. Завдяки високому проникненню на ринок систем Sabre та Apollo, що належать American Airlines та United Airlines, відповідно, Worldspan і Galileo були створені іншими групами авіакомпаній в спробі завоювати ринкову частку на ринок комп'ютерних систем бронювання і, підсумково на ринку комерційних авіакомпаній.  "Galileo" було створено в 1987 році дев'ятьма європейськими авіаперевізниками - British Airways, KLM Royal Dutch Airlines, Alitalia, Swissair, Austrian Airlines, Olympic, Sabena, Air Portugal та Aer Lingus . 
У відповідь та для запобігання можливому втручанню урядів, United Airlines випустила свою систему бронювання "Apollo", яка тоді контролювалась Covia. "Galileo International" народився, коли Covia придбала європейський "Galileo" і об'єднала його з системою "Apollo" у 1992 році. 
Система бронювання Apollo використовувалася United Airlines до 3 березня 2012 року, яка відтоді перейшла на SHARES, систему, що використовувалась колишнім дочірнім підприємством Continental Airlines. Apollo все ще використовується клієнтами туристичних агентств Galileo International (нині є частиною Travelport GDS) у США, Канаді, Мексиці та Японії.
Спочатку Galileo UK був створений із компанії Travicom яка була першою у світі системою бронювання з багатодоступністю за технологією, розробленою Videcom. Travicom - компанія, заснована Videcom, British Airways, British Caledonian та CCL в 1976 році, яка в 1988 році стала Galileo UK.

### Розробки
- Турагенти зараз також заброньовують Amtrak Rail у системі та видають квитки безпосередньо.
- Southwest Airlines уклала маркетингову угоду з Apollo/Galileo, і турагенти тепер можуть бронювати на Southwest. Ці прямі зв'язки дають можливість продавати допоміжні послуги та відрізнятись від конкурентів. [7]
- Команда розробників Travelport розробила інструмент пошуку в Інтернеті під назвою ASK Travelport, куди зареєстровані користувачі можуть звернутися та знайти відповіді на свої поширені запитання.

## Зовнішні посилання
- Travelport.com, "Galileo"
- Travelport ViewTrip.com [Архівовано 11 серпня 2021 у Wayback Machine.], public site for viewing reservations made through Galileo computer reservations system.
- Galileo.co.in [Архівовано 21 липня 2009 у Wayback Machine.], Galileo in India
- ITQ.in [Архівовано 13 червня 2021 у Wayback Machine.]